# Jelena Dementjeva
Jelena Vjatsjeslavovna Dementjeva (Russisch: Елена Вячеславовна Дементьева; Engelse transliteratie: Elena Dementieva) (Moskou, 15 oktober 1981) is een voormalig professioneel tennisspeelster uit Rusland.
Dementjeva werd prof in 1998. In het verleden werd zij gecoacht door oud-prof Olga Morozova, later door haar moeder Vera. Zij is een baselinespeelster, haar lievelingsondergrond is hardcourt en haar beste slag is de crosscourt forehand. Haar hoogste positie op de WTA-ranglijst van nummer 3 bereikte zij op 6 april 2009. Zij won 16 WTA-toernooien waaronder een gouden medaille op de Olympische Spelen in Peking. Ook speelde zij de finale op Roland Garros en de finale op de US Open, beide in 2004.

## Loopbaan

### 2000-2004
Tijdens de Olympische Zomerspelen van 2000 in Sydney, Australië, behaalde zij een zilveren medaille na in de finale met 2-6 en 4-6 te hebben verloren van Venus Williams. In hetzelfde jaar werd zij verkozen tot "meest verbeterde speler" van de WTA-tour.
Zij speelde in twee Grand Slam-finales, allebei in 2004. Op het gravel van Roland Garros verloor zij van Anastasija Myskina met 1-6 en 2-6 en op de US Open verloor zij van Svetlana Koeznetsova met 3-6 en 5-7.

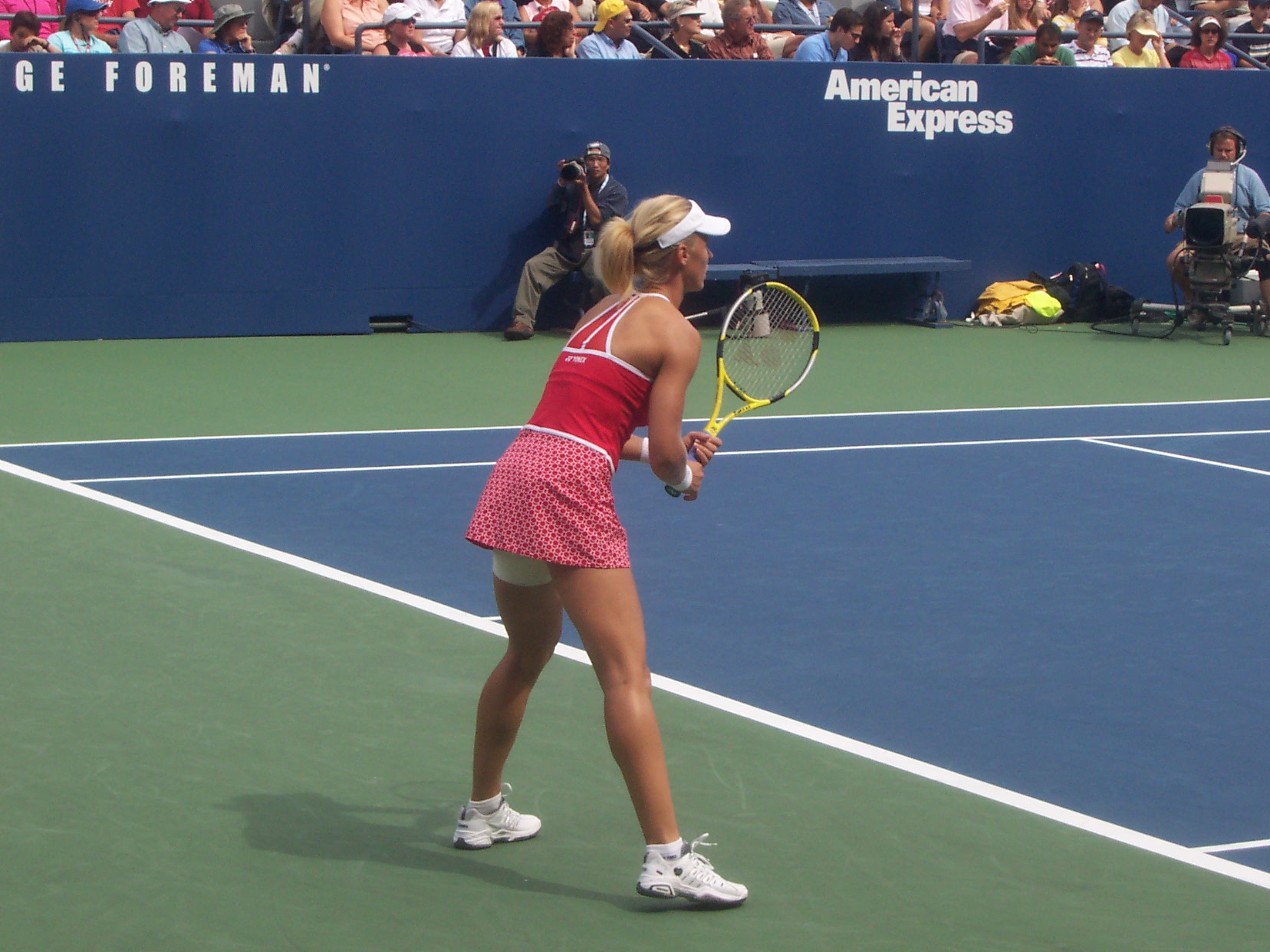
US Open 2006

### 2005-2008
In 2005 won zij met Rusland de Fed Cup, waarbij zij een cruciale rol speelde. Zij won al haar wedstrijden, tegen Mary Pierce, Amélie Mauresmo en in het dubbelspel samen met Dinara Safina, tegen wederom Pierce en Mauresmo.
Zij won de gouden medaille tijdens de Olympische Zomerspelen van 2008 in Peking door in de finale met 3-6, 7-5 en 6-3 Dinara Safina te verslaan.

### 2009
Het jaar startte met twee toernooizeges. Op het toernooi van Auckland won zij van Jelena Vesnina met 6-4 en 6-1 – het toernooi van Sydney won zij door met 6-3, 2-6 en 6-1 van Dinara Safina te winnen.
Tijdens de Australian Open bereikte zij de halve finale, waarin zij van Serena Williams met 3-6 en 4-6 verloor. Hiermee kwam een einde aan een zegereeks van vijftien overwinningen.
Tijdens het "premier" toernooi van Parijs bereikte zij voor de derde keer dit jaar de finale, waarin zij met 6-7, 6-2 en 4-6 van Amélie Mauresmo verloor. Tijdens het toernooi van Dubai behaalde zij als 27e speelster sedert het begin van het open tijdperk het aantal van 500 overwinningen.
Op het toernooi van Wimbledon verloor zij, in de langste halve finale in de geschiedenis van het open tijdperk, met 7-6, 5-7, 6-8 van Serena Williams.
In de finale van het toernooi van Toronto won zij met 6-4 en 6-3 van Maria Sjarapova, haar derde toernooizege in 2009.

### 2010 - jaar van het afscheid
Dementjeva zette het jaar succesvol in door het toernooi van Sydney te winnen. In de finale won zij in twee korte sets van de Amerikaanse Serena Williams.
Ondanks de goede voorbereiding verloor zij op de Australian Open al in de tweede ronde. Zij verloor in twee sets van de Belgische Justine Henin die na bijna twee jaar afwezigheid haar rentree maakte op het circuit.
Half februari voegde zij opnieuw een toernooizege toe aan haar palmarès. Op het toernooi van Parijs pakte zij de eindzege na winst in drie sets tegen de Tsjechische Lucie Šafářová. Eind februari bereikte zij de finale van het toernooi van Kuala Lumpur. De eindzege moest zij echter aan haar landgenote Alisa Klejbanova laten.
Daarna kende Dementjeva een mindere periode. Zij bereikte nog wel de kwartfinale op het toernooi van Indian Wells, maar tijdens  de voorbereidingstoernooien in aanloop naar Roland Garros was zij minder succesvol. Desondanks bereikte zij hierin toch nog de halve finale, waarin zij na één set geblesseerd moest opgeven tegen de latere winnares Francesca Schiavone. Door deze blessure moest zij ook Wimbledon aan zich voorbij laten gaan.
Met als enige uitschieters een halve finale op het toernooi van New Haven en de vierde ronde op de US Open, bleek ook het Amerikaanse hardcourtseizoen geen succes voor Dementjeva.
Begin oktober bereikte zij de finale op het toernooi van Tokio. Hierin bleek de Deense Caroline Wozniacki in drie sets te sterk.
Op 29 oktober 2010, na haar laatste wedstrijd op de eindejaarskampioenschappen in Doha, kondigde zij geheel onverwacht haar afscheid aan van het professionele tenniscircuit.

## Palmares
| Legenda                | Legenda                  |
| ---------------------- | ------------------------ |
| Grandslamtoernooi      |                          |
| Olympische Spelen      |                          |
| Year-End Championships |                          |
| tot 2009               | 2009 – 2020 / vanaf 2021 |
| Tier I                 | Premier Mandatory        |
| Tier II                | Premier Five / WTA 1000  |
| Tier III               | Premier / WTA 500        |
| Tier IV & V            | International / WTA 250  |
|                        | Challenger / WTA 125     |

### WTA-finaleplaatsen enkelspel
| nr.              | finale     | toernooi          | ondergrond    | tegenstandster       | score          |         |
| ---------------- | ---------- | ----------------- | ------------- | -------------------- | -------------- | ------- |
| gewonnen finales |            |                   |               |                      |                |         |
| 1.               | 2003-04-20 | WTA Amelia Island | gravel        | Lindsay Davenport    | 4-6, 7-5, 6-3  | details |
| 2.               | 2003-09-14 | WTA Bali          | hardcourt     | Chanda Rubin         | 6-2, 6-1       | details |
| 3.               | 2003-09-21 | WTA Shanghai      | hardcourt     | Chanda Rubin         | 6-3, 7-6       | details |
| 4.               | 2004-10-03 | WTA Hasselt       | hardcourt (i) | Jelena Bovina        | 0-6, 6-0, 6-4  | details |
| 5.               | 2006-02-05 | WTA Tokio         | tapijt (i)    | Martina Hingis       | 6-2, 6-0       | details |
| 6.               | 2006-08-13 | WTA Los Angeles   | hardcourt     | Jelena Janković      | 6-3, 4-6, 6-4  | details |
| 7.               | 2007-05-26 | WTA Istanbul      | gravel        | Aravane Rezaï        | 7-6, 3-0, opg. | details |
| 8.               | 2007-10-14 | WTA Moskou        | hardcourt (i) | Serena Williams      | 5-7, 6-1, 6-1  | details |
| 9.               | 2008-03-01 | WTA Dubai         | hardcourt     | Svetlana Koeznetsova | 4-6, 6-3, 6-2  | details |
| 10.              | 2008-08-17 | O.S. Peking       | hardcourt     | Dinara Safina        | 3-6, 7-5, 6-3  | details |
| 11.              | 2008-10-26 | WTA Luxemburg     | hardcourt (i) | Caroline Wozniacki   | 2-6, 6-4, 7-6  | details |
| 12.              | 2009-01-10 | WTA Auckland      | hardcourt     | Jelena Vesnina       | 6-4, 6-1       | details |
| 13.              | 2009-01-16 | WTA Sydney        | hardcourt     | Dinara Safina        | 6-3, 2-6, 6-1  | details |
| 14.              | 2009-08-23 | WTA Toronto       | hardcourt     | Maria Sjarapova      | 6-4, 6-3       | details |
| 15.              | 2010-01-15 | WTA Sydney        | hardcourt     | Serena Williams      | 6-3, 6-2       | details |
| 16.              | 2010-02-14 | WTA Parijs        | hardcourt (i) | Lucie Šafářová       | 6-7, 6-1, 6-4  | details |
| verloren finales |            |                   |               |                      |                |         |
| 1.               | 2000-09-27 | O.S. Sydney       | hardcourt     | Venus Williams       | 2-6, 4-6       | details |
| 2.               | 2001-03-04 | WTA Acapulco      | gravel        | Amanda Coetzer       | 6-2, 1-6, 2-6  | details |
| 3.               | 2001-10-06 | WTA Moskou        | tapijt (i)    | Jelena Dokić         | 3-6, 3-6       | details |
| 4.               | 2002-06-22 | WTA Rosmalen      | gras          | Eléni Daniilídou     | 6-3, 2-6, 3-6  | details |
| 5.               | 2004-04-04 | WTA Miami         | hardcourt     | Serena Williams      | 1-6, 1-6       | details |
| 6.               | 2004-06-05 | Roland Garros     | gravel        | Anastasija Myskina   | 1-6, 2-6       | details |
| 7.               | 2004-09-11 | US Open           | hardcourt     | Svetlana Koeznetsova | 3-6, 5-7       | details |
| 8.               | 2004-10-17 | WTA Moskou        | tapijt (i)    | Anastasija Myskina   | 5-7, 0-6       | details |
| 9.               | 2005-04-17 | WTA Charleston    | gravel        | Justine Henin        | 5-7, 4-6       | details |
| 10.              | 2005-11-06 | WTA Philadelphia  | hardcourt (i) | Amélie Mauresmo      | 5-7, 6-2, 5-7  | details |
| 11.              | 2006-03-19 | WTA Indian Wells  | hardcourt     | Maria Sjarapova      | 1-6, 2-6       | details |
| 12.              | 2008-05-11 | WTA Berlijn       | gravel        | Dinara Safina        | 6-3, 2-6, 2-6  | details |
| 13.              | 2008-05-24 | WTA Istanbul      | gravel        | Agnieszka Radwańska  | 3-6, 2-6       | details |
| 14.              | 2009-02-15 | WTA Parijs        | hardcourt (i) | Amélie Mauresmo      | 6-7, 6-2, 4-6  | details |
| 15.              | 2010-02-28 | WTA Kuala Lumpur  | hardcourt     | Alisa Klejbanova     | 3-6, 2-6       | details |
| 16.              | 2010-10-02 | WTA Tokio         | hardcourt     | Caroline Wozniacki   | 6-1, 2-6, 3-6  | details |

### WTA-finaleplaatsen vrouwendubbelspel
| nr.              | finale     | toernooi                            | ondergrond | partner              | tegenstandsters                            | score          |         |
| ---------------- | ---------- | ----------------------------------- | ---------- | -------------------- | ------------------------------------------ | -------------- | ------- |
| gewonnen finales |            |                                     |            |                      |                                            |                |         |
| 1.               | 2002-05-06 | WTA Berlijn                         | gravel     | Janette Husárová     | Daniela Hantuchová Arantxa Sánchez Vicario | 0-6, 7-63, 6-2 | details |
| 2.               | 2002-07-29 | WTA San Diego                       | hardcourt  | Janette Husárová     | Daniela Hantuchová Ai Sugiyama             | 6-2, 6-4       | details |
| 3.               | 2002-09-30 | WTA Moskou                          | hardcourt  | Janette Husárová     | Jelena Dokić Nadja Petrova                 | 2-6, 6-3, 7-67 | details |
| 4.               | 2002-11-04 | WTA Tour Championships, Los Angeles | hardcourt  | Janette Husárová     | Cara Black Jelena Lichovtseva              | 4-6, 6-4, 6-3  | details |
| 5.               | 2003-06-16 | WTA Rosmalen                        | gras       | Lina Krasnoroetskaja | Nadja Petrova Mary Pierce                  | 2-6, 6-3, 6-4  | details |
| 6.               | 2005-08-08 | WTA Los Angeles                     | hardcourt  | Flavia Pennetta      | Angela Haynes Bethanie Mattek              | 6-2, 6-4       | details |
| verloren finales |            |                                     |            |                      |                                            |                |         |
| 1.               | 2001-10-01 | WTA Moskou                          | hardcourt  | Lina Krasnoroetskaja | Martina Hingis Anna Koernikova             | 6-7, 3-6       | details |
| 2.               | 2002-02-04 | WTA Parijs                          | hardcourt  | Janette Husárová     | Nathalie Dechy Meilen Tu                   | walk-over      | details |
| 3.               | 2002-03-04 | WTA Indian Wells                    | hardcourt  | Janette Husárová     | Lisa Raymond Rennae Stubbs                 | 5-7, 0-6       | details |
| 4.               | 2002-08-26 | US Open                             | hardcourt  | Janette Husárová     | Virginia Ruano Pascual Paola Suárez        | 2-6, 1-6       | details |
| 5.               | 2005-01-10 | WTA Sydney                          | hardcourt  | Ai Sugiyama          | Bryanne Stewart Samantha Stosur            | walk-over      | details |
| 6.               | 2005-08-29 | US Open                             | hardcourt  | Flavia Pennetta      | Samantha Stosur Lisa Raymond               | 2-6, 7-5, 3-6  | details |
| 7.               | 2006-05-08 | WTA Berlijn                         | gravel     | Flavia Pennetta      | Yan Zi Zheng Jie                           | 2-6, 3-6       | details |

### Gewonnen ITF-toernooien enkelspel
| nr. | finale     | toernooi | ondergrond | tegenstandster in finale | score    |
| --- | ---------- | -------- | ---------- | ------------------------ | -------- |
| 1.  | 1996-10-28 | Jūrmala  | hardcourt  | Vera Zhukovets           | 6-2, 6-2 |
| 2.  | 1997-08-17 | Istanbul | hardcourt  | Desislava Topalova       | 7-5, 6-4 |
| 3.  | 1998-03-08 | Buchen   | tapijt     | Miriam Schnitzer         | 6-1, 6-3 |

### Gewonnen ITF-toernooien dubbelspel
| nr. | finale     | toernooi | ondergrond | partner            | tegenstandsters in finale          | score          |
| --- | ---------- | -------- | ---------- | ------------------ | ---------------------------------- | -------------- |
| 1.  | 1997-06-01 | Istanbul | hardcourt  | Anastasija Myskina | Stela Pencu Seden Oslu             | 6-0, 6-2       |
| 2.  | 1997-10-05 | Tbilisi  | gravel     | Anastasija Myskina | Hanna Zaporozjanova Vera Zhukovets | 3-6, 6-0, 6-4  |
| 3.  | 1997-10-12 | Batoemi  | gravel     | Anastasija Myskina | Danica Kováčová Irina Nossenko     | 6-1, 1-0, opg. |

## Resultaten op grote toernooien
| Legenda | Legenda                          |
| ------- | -------------------------------- |
| g.t.    | geen toernooi gehouden           |
| l.c.    | lagere categorie                 |
| –       | niet deelgenomen                 |
| G       | uitgeschakeld in de groepsfase   |
| 1R      | uitgeschakeld in de eerste ronde |
| 2R      | uitgeschakeld in de tweede ronde |
| 3R      | uitgeschakeld in de derde ronde  |
| 4R      | uitgeschakeld in de vierde ronde |
| KF      | uitgeschakeld in de kwartfinale  |
| HF      | uitgeschakeld in de halve finale |
| F       | de finale verloren               |
| W       | het toernooi gewonnen            |
| w-v     | winst/verlies-balans             |

### Enkelspel
| Toernooi                     | 1997 | 1998 | 1999 | 2000 | 2001 | 2002 | 2003 | 2004 | 2005 | 2006 | 2007 | 2008 | 2009 | 2010 | w-v    |
| ---------------------------- | ---- | ---- | ---- | ---- | ---- | ---- | ---- | ---- | ---- | ---- | ---- | ---- | ---- | ---- | ------ |
| Grandslamtoernooien          |      |      |      |      |      |      |      |      |      |      |      |      |      |      |        |
| Australian Open              | –    | –    | 2R   | 3R   | 3R   | 4R   | 1R   | 1R   | 4R   | 1R   | 4R   | 4R   | HF   | 2R   | 23-12  |
| Roland Garros                | –    | –    | 2R   | 2R   | 2R   | 4R   | 1R   | F    | 4R   | 3R   | 3R   | KF   | 3R   | HF   | 30-12  |
| Wimbledon                    | –    | –    | 1R   | 1R   | 3R   | 4R   | 4R   | 1R   | 4R   | KF   | 3R   | HF   | HF   | –    | 27-11  |
| US Open                      | –    | –    | 3R   | HF   | 4R   | 2R   | 4R   | F    | HF   | KF   | 3R   | HF   | 2R   | 4R   | 40-12  |
| winst-verlies                | 0-0  | 0-0  | 4-4  | 8-4  | 8-4  | 10-4 | 6-4  | 12-4 | 14-4 | 10-4 | 9-4  | 17-4 | 13-4 | 9-3  | 120-47 |
| WTA Tour Championships       |      |      |      |      |      |      |      |      |      |      |      |      |      |      |        |
| WTA Tour Championships       | –    | –    | –    | HF   | 1R   | 1R   | 1R   | 1R   | 1R   | 1R   | –    | HF   | 1R   | 1R   | 7-20   |
| Premier Mandatory            |      |      |      |      |      |      |      |      |      |      |      |      |      |      |        |
| Indian Wells                 | –    | –    | –    | HF   | KF   | 3R   | 4R   | –    | HF   | F    | –    | –    | 2R   | KF   | 23-8   |
| Miami                        | –    | –    | –    | 4R   | HF   | KF   | 2R   | F    | KF   | 4R   | –    | KF   | 4R   | 2R   | 25-10  |
| Madrid                       | g.t. | g.t. | g.t. | g.t. | g.t. | g.t. | g.t. | g.t. | g.t. | g.t. | g.t. | g.t. | 3R   | 2R   | 3-2    |
| Peking                       | g.t. | g.t. | g.t. | l.c. | l.c. | l.c. | l.c. | l.c. | l.c. | l.c. | l.c. | l.c. | KF   | 3R   | 4-2    |
| Premier Five                 |      |      |      |      |      |      |      |      |      |      |      |      |      |      |        |
| Dubai                        | g.t. | g.t. | g.t. | g.t. | l.c. | l.c. | l.c. | l.c. | l.c. | l.c. | l.c. | l.c. | KF   | 2R   | 2-2    |
| Rome                         | –    | –    | 2R   | 2R   | –    | 1R   | –    | 2R   | 2R   | KF   | KF   | –    | –    | 3R   | 7-8    |
| Cincinnati                   | g.t. | g.t. | g.t. | g.t. | g.t. | g.t. | g.t. | l.c. | l.c. | l.c. | l.c. | l.c. | HF   | 2R   | 3-2    |
| Montréal/Toronto             | –    | –    | –    | 1R   | 3R   | 2R   | HF   | 2R   | –    | –    | 2R   | 2R   | W    | 3R   | 12-8   |
| Tokio                        | –    | –    | –    | –    | –    | 2R   | KF   | 2R   | KF   | W    | HF   | KF   | 2R   | F    | 15-8   |
| Voormalige Tier I-toernooien |      |      |      |      |      |      |      |      |      |      |      |      |      |      |        |
| Charleston                   | –    | –    | –    | 3R   | –    | 2R   | 3R   | 3R   | F    | –    | –    | HF   | l.c. | l.c. | 13-6   |
| Moskou                       | 1R   | 1R   | 1R   | KF   | F    | 2R   | HF   | F    | HF   | HF   | W    | HF   | l.c. | l.c. | 24-11  |
| Doha                         | g.t. | g.t. | g.t. | g.t. | l.c. | l.c. | l.c. | l.c. | l.c. | l.c. | l.c. | –    | g.t. | g.t. | 0-0    |
| Berlijn                      | –    | –    | –    | KF   | –    | 1R   | 1R   | 3R   | –    | 3R   | 3R   | F    | g.t. | g.t. | 11-7   |
| San Diego                    | l.c. | l.c. | l.c. | l.c. | l.c. | l.c. | l.c. | HF   | 2R   | KF   | HF   | g.t. | g.t. | l.c. | 9-4    |
| Zürich                       | –    | –    | 1R   | 2R   | 1R   | 2R   | 2R   | HF   | KF   | 2R   | 1R   | l.c. | g.t. | g.t. | 5-9    |
| Olympische Spelen            |      |      |      |      |      |      |      |      |      |      |      |      |      |      |        |
| Olympische Spelen            | g.t. | g.t. | g.t. | F    | g.t. | g.t. | g.t. | 1R   | g.t. | g.t. | g.t. | W    | g.t. | g.t. | 11-2   |
| Statistieken                 |      |      |      |      |      |      |      |      |      |      |      |      |      |      |        |
| titels per jaar              | 0    | 0    | 0    | 0    | 0    | 0    | 3    | 1    | 0    | 2    | 2    | 3    | 3    | 2    | 16     |
| eindejaarsranking            | 355  | 182  | 62   | 12   | 15   | 19   | 8    | 6    | 8    | 8    | 11   | 4    | 5    | 9    | n.v.t. |

### Vrouwendubbelspel
| Grandslamtoernooien    |      |      |      |     |      |      |      |        |
| Australian Open        | –    | –    | 2R   | 2R  | 3R   | 3R   | 3R   | 8-5    |
| Roland Garros          | –    | 2R   | 2R   | 3R  | 2R   | 2R   | –    | 6-5    |
| Wimbledon              | –    | 1R   | HF   | –   | –    | 3R   | 2R   | 7-4    |
| US Open                | 2R   | F    | 3R   | HF  | F    | –    | 2R   | 18-6   |
| winst-verlies          | 1-1  | 6-3  | 8-4  | 7-3 | 8-3  | 5-3  | 4-3  | 39-20  |
| WTA Tour Championships |      |      |      |     |      |      |      |        |
| WTA Tour Championships | –    | W    | –    | –   | –    | –    |      | 3-0    |
| Olympische Spelen      |      |      |      |     |      |      |      |        |
| Olympische Spelen      | g.t. | g.t. | g.t. | 1R  | g.t. | g.t. | g.t. | 0-1    |
| Statistieken           |      |      |      |     |      |      |      |        |
| titels per jaar        | 0    | 4    | 1    | 0   | 1    | 0    | 0    | 6      |
| eindejaarsranking      | 98   | 6    | 24   | 27  | 18   | 40   | 90   | n.v.t. |

### Gemengd dubbelspel
| Toernooi            | 2004 | w-v |
| ------------------- | ---- | --- |
| Grandslamtoernooien |      |     |
| Australian Open     | KF   | 2-1 |
| Roland Garros       | –    | 0-0 |
| Wimbledon           | –    | 0-0 |
| US Open             | –    | 0-0 |
| winst-verlies       | 2-1  | 2-1 |
| Statistieken        |      |     |
| titels per jaar     | 0    | 0   |